# Orthosiini
Orthosiini — триба метеликів родини Совки (Noctuidae). 

## Класифікація
До триби відносять такі роди:
- Achatia
- Anorthoa
- Dioszeghyana
- Egira
- Harutaeographa
- Houlberthosia
- Kisegira
- Lacinipolia
- Lithopolia
- Morrisonia
- Orthosia
- Panolis
- Perigonica
- Perigrapha
- Stretchia
- Xylopolia